# Parornix quadripunctella
Parornix quadripunctella là một loài bướm đêm thuộc họ Gracillariidae. Nó được tìm thấy ở Québec và Hoa Kỳ (bao gồm Georgia, Kansas, Kentucky, Maine, Maryland¸Vermont và Pennsylvania).
Ấu trùng ăn Amelanchier species (bao gồm Amelanchier canadensis), Cydonia oblonga, Malus species (bao gồm Malus sylvestris), Photinia pyrifolia, Prunus và Pyrus species. Chúng ăn lá nơi chúng làm tổ.